# Gene Mako
Costantine Mako, detto Gene (Budapest, 24 gennaio 1916 – Los Angeles, 14 giugno 2013), è stato un tennista statunitense.

## Biografia
Nato in Ungheria nel gennaio 1916 lascia in fretta il paese d'origine seguendo i genitori alla fine della prima guerra mondiale, prima in Italia, poi in Argentina e infine si stabilisce negli Stati Uniti, a Los Angeles.

## Carriera
A livello universitario riesce a conquistare nel 1934 due titoli NCAA per l'University of Southern California, sia in singolare che nel doppio.
Durante la sua carriera tennistica ha legato i suoi risultati più importanti al nome di Don Budge, i due infatti hanno vinto ben quattro titoli dello Slam nel doppio maschile, due a Wimbledon e due agli U.S. National Championships.
Anche la sua unica finale nel singolare è legata a Budge, nel 1938 si incontrano nel match decisivo agli U.S. National Championships e Mako si arrende al compagno che diventa il primo tennista a completare il Grande Slam.
Nel doppio misto ha conquistato il titolo degli U.S. National Championships 1936 in coppia con Alice Marble superando ancora una volta Budge, affiancato da Sarah Palfrey Cooke.
In Coppa Davis ha giocato nove match con la squadra statunitense vincendone sei e aiutando la sua nazione a conquistare due titoli consecutivi.
Abbandona a fine Anni 1930 l'attività agonistica a causa di un infortunio alla spalla.
Durante la seconda guerra mondiale ha servito la nazione tra le file dei United States Navy.
Nel 1973 è stato introdotto nell'International Tennis Hall of Fame.

## Finali nei tornei del Grande Slam

### Singolare

#### Finali perse (1)
| Anno | Torneo                                | Avversario in finale | Punteggio          |
| ---- | ------------------------------------- | -------------------- | ------------------ |
| 1938 | U.S. National Championships, New York | Don Budge            | 6-3, 6-8, 6-2, 6-1 |

### Doppio maschile

#### Vittorie (4)
| Anno | Torneo                                    | Compagno  | Avversari in finale            | Punteggio          |
| ---- | ----------------------------------------- | --------- | ------------------------------ | ------------------ |
| 1936 | U.S. National Championships, New York     | Don Budge | Wilmer Allison John Van Ryn    | 6–4, 6–2, 6–4      |
| 1937 | Wimbledon, Londra                         | Don Budge | Pat Hughes Raymond Tuckey      | 6–0, 6–4, 6–8, 6–1 |
| 1938 | Wimbledon, Londra (2)                     | Don Budge | Henner Henkel Georg von Metaxa | 6–4, 6–3, 3–6, 8–6 |
| 1938 | U.S. National Championships, New York (2) | Don Budge | John Bromwich Adrian Quist     | 6–3, 6–2, 6–1      |

#### Finali perse (3)
| Anno | Torneo                                    | Compagno  | Avversari in finale               | Punteggio               |
| ---- | ----------------------------------------- | --------- | --------------------------------- | ----------------------- |
| 1935 | U.S. National Championships, New York     | Don Budge | Wilmer Allison John Van Ryn       | 6–2, 6–3, 2–6, 3–6, 6–1 |
| 1937 | U.S. National Championships, New York (2) | Don Budge | Henner Henkel Gottfried von Cramm | 6–4, 7–5, 6–4           |
| 1938 | Internazionali di Francia, Parigi         | Don Budge | Bernard Destremau Yvon Petra      | 6–3 3–6 7–9 1–6         |

### Doppio misto

#### Vittorie (1)
| Anno | Torneo                                | Compagna     | Avversari in finale     | Punteggio |
| ---- | ------------------------------------- | ------------ | ----------------------- | --------- |
| 1936 | U.S. National Championships, New York | Alice Marble | Sarah Palfrey Don Budge | 6-3, 6-2  |